# Armenischer Fußballpokal 1992
Der armenische Fußballpokal 1992 war die erste Austragung des Pokalwettbewerbs in Armenien seit der Unabhängigkeit 1992.
31 Mannschaften waren startberechtigt. Reserveteams waren nicht beteiligt. Sieger wurde Banants Kotajk, der im Finale Homenetmen Jerewan mit 2:0 besiegte.

## Modus
Der Pokal wurde in fünf Runden ausgetragen. War ein Spiel nach Ablauf der regulären Spielzeit unentschieden, wurde es um zweimal 15 Minuten verlängert. War auch nach der Verlängerung keine Entscheidung gefallen, so wurde der Sieger der Begegnung im Elfmeterschießen ermittelt.
Im Viertel- und Halbfinale wurden die Sieger in Hin- und Rückspiel ermittelt. Bei diesen Begegnungen entschied zunächst die Anzahl der Auswärts erzielten Tore.

## 1. Runde
Die Spiele fanden am 4. und 6. April 1992 statt. Der FC Malatia Jerewan hatte Freilos und stieg im Achtelfinale ein.
|                     | Ergebnis              |                            |
| ------------------- | --------------------- | -------------------------- |
| SC Nairi Jerewan    | 2:3 n. V.             | FC Sjunik Kapan            |
| FC Hatschn          | 01:12                 | FA Ararat Jerewan          |
| FC Ararat           | 0:6                   | Banants Kotajk             |
| FC Almast Jerewan   | 0:9                   | FC Kilikia Jerewan         |
| FC Karin Jerewan    | 3:2                   | FC Araks Armawir           |
| Schinarar Hrasdan   | 1 kampflos 1          | FC Van Jerewan             |
| FC Artaschat        | 1 kampflos 1          | FC Zvartnots Etschmiadsin  |
| FC Debed Alawerdi   | 1:7                   | FC Lori Wanadsor           |
| FC Urmia Masis      | 0:6                   | FC Schirak Gjumri          |
| Musch Tscharenzawan | 0:7                   | ASS-SKIF Jerewan           |
| Alaschkert Martuni  | 1:0                   | FC Schengawit Jerewan      |
| Kasach Aschtarak    | 1:3                   | Homenetmen Jerewan         |
| Impuls Dilidschan   | 2:1                   | Pahatsojagorts Nojemberjan |
| FC Achtamar Sewan   | 1:8                   | FC Kotajk Abowjan          |
| FC KanAZ Jerewan    | 1:1 n. V. (5:4 i. E.) | FC Sorowan Jeghward        |

## Achtelfinale
Die Spiele fanden am 14. und 16. April 1992 statt.
|                    | Ergebnis |                           |
| ------------------ | -------- | ------------------------- |
| FC Sjunik Kapan    | 0:1      | Homenetmen Jerewan        |
| FA Ararat Jerewan  | 0:2      | Banants Kotajk            |
| ASS-SKIF Jerewan   | 0:1      | Alaschkert Martuni        |
| FC Kilikia Jerewan | 6:0      | FC Malatia Jerewan        |
| FC Van Jerewan     | 5:1      | FC Karin Jerewan          |
| FC Lori Wanadsor   | 1:2      | FC Zvartnots Etschmiadsin |
| FC Schirak Gjumri  | 7:1      | FC KanAZ Jerewan          |
| FC Kotajk Abowjan  | 7:0      | Impuls Dilidschan         |

## Viertelfinale
Die Hinspiele fanden am 27. April 1992, die Rückspiele am 6. und 7. Mai 1992 statt.
|                   | Gesamt    |                           | Hinspiel | Rückspiel |
| ----------------- | --------- | ------------------------- | -------- | --------- |
| FC Kotajk Abowjan | (a)2:2(a) | Homenetmen Jerewan        | 1:2      | 1:0       |
| Banants Kotajk    | 2:1       | FC Kilikia Jerewan        | 2:1      | 0:0       |
| FC Van Jerewan    | 7:1       | FC Zvartnots Etschmiadsin | 2:0      | 5:1       |
| FC Schirak Gjumri | 11:20     | Alaschkert Martuni        | 4:0      | 7:2       |

## Halbfinale
Die Hinspiele fanden am 18. Mai 1992, die Rückspiele am 22. Mai 1992 statt.
|                    | Gesamt |                   | Hinspiel | Rückspiel |
| ------------------ | ------ | ----------------- | -------- | --------- |
| Homenetmen Jerewan | 3:2    | FC Schirak Gjumri | 3:0      | 0:2       |
| FC Van Jerewan     | 2:6    | Banants Kotajk    | 1:4      | 1:2       |

## Finale
| Banants Kotajk                            | Banants Kotajk | Homenetmen Jerewan | Homenetmen Jerewan |
| ----------------------------------------- | --- | --- | ------------------ |
| Banants Kotajk                            | \| 28. Mai 1992 in Jerewan (Stadion Hrasdan) \| \| Ergebnis: 2:0 (0:0) \| \| Zuschauer: 3.347 \| \| Schiedsrichter: S. Kasarjan \| | \| 28. Mai 1992 in Jerewan (Stadion Hrasdan) \| \| Ergebnis: 2:0 (0:0) \| \| Zuschauer: 3.347 \| \| Schiedsrichter: S. Kasarjan \| | Homenetmen Jerewan |
| Banants Kotajk                            | Garegin Nadscharjan – Wahan Arsumanjan, Geworg Kamaljan, Wahram Oganesjan, Wardan Israeljan – Waruschan Chatschaturjan (63. Aschot Awetissjan), Armen Gjulbudaghjants, Samvel Kostandjan (85. Waginak Chatschaturjan), Karen Mikaeljan – Ara Nigorjan, Aschot Barsegjan | Artur Awakjan – Armen Galstjan, Wardan Minasjan (67. Hakop Mkrjan), Sargis Howsepjan, Armen Martirosjan – Suren Tschachljan, Warasdat Awetissjan, Choren Howhannisjan (88. Geworg Pilosjan), Arsen Awetissjan – Arsen Chanamirjan, Poghos Galstjan (21. Sarkis Nazarjan) | Homenetmen Jerewan |
| Banants Kotajk                            | 1:0 Ara Nigorjan (79.) 2:0 Aschot Awetissjan (87.) | | Homenetmen Jerewan |
| Banants Kotajk                            | Ara Nigorjan | | Homenetmen Jerewan |
| 28. Mai 1992 in Jerewan (Stadion Hrasdan) | | |                    |
| Ergebnis: 2:0 (0:0)                       | | |                    |
| Zuschauer: 3.347                          | | |                    |
| Schiedsrichter: S. Kasarjan               | | |                    |